# Elezioni generali in Paraguay del 2018
Le elezioni generali in Paraguay del 2018 si tennero il 22 aprile per l'elezione del Presidente e il rinnovo del Congresso (Camera dei deputati e Senato).

## Risultati

### Elezioni presidenziali
| Candidati             | Partiti                                                      | Voti      | %     |
| --------------------- | ------------------------------------------------------------ | --------- | ----- |
| Mario Abdo Benítez    | Partito Colorado                                             | 1 206 067 | 48,96 |
| Efraín Alegre         | Grande Alleanza Nazionale Rinnovata (PLRA - PEN - PDP - PRF) | 1 110 464 | 45,08 |
| Juan Bautista Ybañez  | Partito Verde Paraguaiano                                    | 84 045    | 3,41  |
| Jaro Anzoátegui       | Movimento Nazionale Artisti del Paraguay                     | 15 490    | 0,63  |
| Anastasio Galeano     | Movimento Patriottico Popolare                               | 9 908     | 0,40  |
| Ramón Ernesto Benítez | Movimento Riserva Patriottica                                | 9 361     | 0,38  |
| Pedro Almada          | Fronte Ampio                                                 | 8 590     | 0,35  |
| Efraín Enríquez       | Movimiento Político Soberanía Nacional                       | 7 291     | 0,30  |
| Celino Ferreira       | Movimiento Político Cívico Nacional Unámonos                 | 6 295     | 0,26  |
| Justo Germán Ortega   | Partido Socialista Democrático Herederos                     | 5 930     | 0,24  |
| Totale                | Totale                                                       | 2 463 441 | 100   |

### Elezioni parlamentari

#### Camera

Distribuzione dei seggi alla Camera

| Liste                                    | Voti      | %     | Seggi |
| ---------------------------------------- | --------- | ----- | ----- |
| Partito Colorado                         | 927 183   | 39,10 | 42    |
| Partito Liberale Radicale Autentico      | 420 821   | 17,74 | 30    |
| Grande Alleanza Nazionale Rinnovata      | 286 513   | 12,08 | –     |
| Partito Patria Amata                     | 105 765   | 4,46  | 3     |
| Hagamos                                  | 75 601    | 3,19  | 2     |
| Partito Incontro Nazionale               | 75 514    | 3,18  | 2     |
| Unione Nazionale dei Cittadini Etici     | 65 593    | 2,77  | –     |
| Fronte Guasú                             | 42 891    | 1,81  | –     |
| Partito Verde Paraguaiano                | 42 053    | 1,77  | –     |
| Movimento Crociata Nazionale             | 33 417    | 1,41  | 1     |
| Partito Democratico Progressista         | 27 932    | 1,18  | –     |
| Partito Democratico Cristiano            | 26 783    | 1,13  | –     |
| Movimento Compromesso Cittadino          | 21 651    | 0,91  | –     |
| Fronte Ampio                             | 20 594    | 0,87  | –     |
| Movimento Politico Somos Paraguay        | 18 060    | 0,76  | –     |
| Concertazione Nazionale Avancemos País   | 16 070    | 0,68  | –     |
| Partito Rivoluzionario Febrerista        | 15 169    | 0,64  | –     |
| Movimento Nazionale Artisti del Paraguay | 11 727    | 0,49  | –     |
| Partito della Gioventù                   | 10 871    | 0,46  | –     |
| Movimento Politico Nosotros              | 10 816    | 0,46  | –     |
| Altri <10.000 voti                       | 116 583   | 4,92  | –     |
| Totale                                   | 2 371 607 | 100   | 80    |

#### Senato

Distribuzione dei seggi al Senato

| Liste                                      | Voti      | %     | Seggi |
| ------------------------------------------ | --------- | ----- | ----- |
| Partito Colorado                           | 766 841   | 32,52 | 17    |
| Partito Liberale Radicale Autentico        | 570 205   | 24,18 | 13    |
| Fronte Guasú                               | 279 008   | 11,83 | 6     |
| Partito Patria Amata                       | 159 625   | 6,77  | 3     |
| Hagamos                                    | 105 375   | 4,47  | 2     |
| Partito Democratico Progressista           | 86 216    | 3,66  | 2     |
| Movimento Crociata Nazionale               | 58 409    | 2,48  | 1     |
| Unione Nazionale dei Cittadini Etici       | 49 889    | 2,12  | 1     |
| Partito Verde Paraguaiano                  | 37 812    | 1,60  | –     |
| Movimento Politico Somos Paraguay          | 34 623    | 1,47  | –     |
| Partito Incontro Nazionale                 | 30 365    | 1,29  | –     |
| Movimento Politico Indigeno Plurinazionale | 25 785    | 1,09  | –     |
| Partito Democratico Cristiano              | 16 619    | 0,70  | –     |
| Movimento Politico Paraguay Sicuro         | 15 005    | 0,64  | –     |
| Movimento per il Socialismo                | 14 773    | 0,63  | –     |
| Movimento Riserva Patriottica              | 14 397    | 0,61  | –     |
| Partito Rivoluzionario Febrerista          | 14 332    | 0,61  | –     |
| Altri <10.000 voti                         | 79 024    | 3,35  | –     |
| Totale                                     | 2 358 303 | 100   | 45    |